# Bonningues-lès-Ardres
Bonningues-lès-Ardres é uma comuna francesa na região administrativa de Altos da França, no departamento de Pas-de-Calais. Estende-se por uma área de 10,6 km². Em 2010 a comuna tinha 662 habitantes (densidade: 62,5 hab./km²).